# Sombere aarddrager
De sombere aarddrager (Inocybe phaeoleuca) is een schimmel behorend tot de familie Inocybaceae. Hij vormt ectomycorrhiza met loofbomen, zoals Eik (Quercus), Populier (Populus) en Wilg (Salix) in bossen, struwelen, parken en lanen op kalkrijk zand, leem of klei.

## Kenmerken

### Uiterlijke kenmerken
Hoed
De hoed heeft een diameter van 10 tot 45 mm. De vorm is kegel- tot klokvormig dan uitspreidend vaak met een brede umbo. De kleur is heel donker roodbruin tot bijna zwart rond het midden. Naar de rand toe leurt hij bruin tot donker bruin. De structuur is glanzend-zijdeachtig vezelig, later soms opbrekend in schubjes. 
Lamellen
De lamellen staan matig dicht bij elkaar. De kleur is bleek oker en ze worden later okerbruin. De plaatjes hebben een wit gewimperde snede. 
Steel
De steel is 20 tot 60 mm lang en heeft een dikte van 2 tot 7 mm. De voet is zwak verdikt. 
Geur
De geur is zwak, maar bij kneuzing spermatisch en doet denken aan de groene knolamaniet. 

### Microscopische kenmerken
De sporen zijn glad, amandelvormig. De sporenmaat is 8 tot 11,5 × 5,0 tot 6,5 μm (M. Noordeloos). De Q getal is 1,5-1,9 en gemiddeld 1,6-1,8. Cheilocystidia en pleurocystidia zijn spoelvormig of urnvormig en meten 50-80 × 12-22 μm. Ze hebben kristallen aan de top.

## Verspreiding
In Nederland komt hij vrij algemeen voor. Hij komt voor in Noord- en Zuid-Holland en Zeeland. Slechts eenmaal is hij gemeld vanaf Texel en Terschelling. Hij is niet bedreigd en staat niet op de rode lijst.